# Aeroportul Destin Executive
Aeroportul Destin Executive (IATA: DSI, ICAO: KDTS, FAA LID: DTS) este un aeroport din Florida, Statele Unite ale Americii ce deservește zona Destin⁠(d). Aeroportul a fost tranzitat în 2019 de 364 de pasageri. A fost numit după zona deservită.
Situat la o altitudine de 7 m, aeroportul dispune de 1 pistă.

## Infrastructură

### Piste
Aeroportul dispune de o singură pistă. Pista 14/32 are suprafața de asfalt și dimensiunile 5.001 picioare × 100 picioare. 